# Ana Flávia Sanglard
Ana Flávia Chritaro Daniel Sanglard, (Belo Horizonte, 20 de junho de 1970) é uma ex-voleibolista indoor brasileira, que atuou na posição de Central  por clubes nacionais e internacionais, e também nas categorias de base  da Seleção Brasileira, sendo medalhista de ouro no Campeonato Sul-Americano Infanto-Juvenil de 1986 no Peru e a medalha de prata no Campeonato Sul-Americano Juvenil, nos anos de  1986 e 1989, nos países Brasil e Venezuela, respectivamente; também conquistou a medalha de ouro no Campeonato Mundial Juvenil de 1989 no Peru.Disputou três edições do Campeonato Mundial, sendo medalhista no ano de 1994 no Brasil e semifinalista no ano de 1998 no Japão. Disputou duas edições dos Jogos Olímpicos de Verão, sendo semifinalista em Barcelona 1992 e medalhista de bronze em Atlanta 1996.Foi bicampeã do Campeonato Sul-Americano nos anos de 1991 e 1995, sendo medalhista de prata na edição de 1993, participou de duas edições da Copa do Mundo, sendo medalhista de prata no ano de 1995.Conquistou o tricampeonato do Grand Prix nos anos de 1994, 1996 e 1998, além da prata na edição de 1995.Em clubes foi medalhista de ouro no Campeonato Mundial de Clubes de 1991, e bronze na edição de 1994, ambas no Brasil, e medalhista de prata na edição de 1992 na Itália;possui o bicampeonato no Campeonato Sul-Americano de Clubes, nos anos de 1992 e 1999, no Brasil e na Bolívia, respectivamente; e foi medalhista de ouro na Liga dos Campeões da Europa 2000-01, na Rússia e foi semifinalista na Challenge Cup 2001-02.

## Carreira
Com apenas 11 anos de idade, Ana Flávia, recebeu convite para participar de testes no Minas Tênis Clube,  e  chamava atenção pela sua estatura de 1,74m representando-o na temporada de 1985-86.
Sua trajetória  pela Seleção Brasileira tem início quando tinha apenas 15 anos de idade, ocasião que  integrou a representou na categoria infanto-juvenil na conquista da medalha de ouro no Campeonato Sul-Americano Infanto-Juvenil de 1986, sediado em Lima, no Peru e a base deste time disputou o Campeonato Sul-Americano Juvenil no mesmo, realizado na cidade de São Paulo, desta vez finalizou com a medalha de prata.
Na temporada 1986-87 transferiu-se para o C.R.Vasco da Gama, conquistando título da Taça Rio.
Integrou a Seleção Brasileira novamente na categoria juvenil, quando disputou o Campeonato Mundial Juvenil de 1989 em Lima, no Peru, sendo medalhista de ouro. Aos 19 anos foi convocada para o elenco principal da Seleção Brasileira e disputou em 1990 a edição dos Jogos da Amizade (Goodwill Games) sediado em Seatle, Estados Unidos, conquistando a medalha de bronze e no mesmo ano passou trinta e um dias em excursão pela Itália em preparação do Campeonato Mundial de Pequim, na China e disputou a referida competição, finalizando na sétima colocação.
Transferiu-se em 1988 para o Rodrimar/Ovomaltine/Santos  permanecendo até 1990 e conquistou segundo lugar no Campeonato Paulista de 1989.

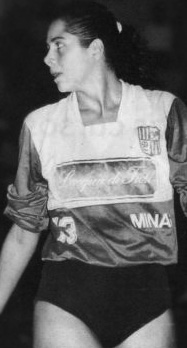
Ana Flávia na equipe do Minas.

Recebeu da Federação Mineira de Voleibol o Título de Benemérita Atleta no ano de 1990. Com 20 anos já atuava na Itália quando defendeu o  Conad Fano, a convite do técnico Enio Figueiredo, temporada que finalizou na oitava posição na Liga A1 Italiana 1990-91, temporada que atuou na posição de Ponta.
Em 1991 foi contratada pela Sadia E.C, para disputar o I Campeonato Mundial de Clubes, realizado em São Paulo-Brasil, ocasião que conquistou a medalha de ouro.
Defendeu mais uma vez a Seleção Brasileira e participou da conquista da medalha de prata na edição dos Jogos Pan-Americanos de 1991, em Havana, Cuba. Neste mesmo ano disputou pela seleção o Campeonato Sul-Americano, disputado em São Paulo e conquistou o título desta edição e conquistou a oitava colocação na edição da Copa do Mundo no Japão.
Retornou ao voleibol nacional pela equipe do L'acqua di Fiori/Minas, pelo qual competiu na jornada esportiva 1991-92 conquistando o vice-campeonato da Liga Nacional correspondente, competição equivalente a Superliga Brasileira A.
No ano de 1992 foi novamente convocada para Seleção Brasileira e disputou sua primeira edição dos Jogos Olímpicos de Verão, sediado na cidade de Barcelona , na Espanha, ocasião que foi semifinalista, encerrando na quarta colocação. Renovou por mais uma temporada com o L'acqua di Fiori/Minas, e disputou em 1992 a edição do  Campeonato Sul-Americano de Clubes realizado em São Caetano do Sul, Brasil, conquistando o vice-campeonato e no mesmo disputou a edição do Campeonato Mundial de Clubes na cidade Jesi na Itália, conquistando a medalha de prata e eleita a Melhor Jogadora e finalizou a temporada  por esta equipe conquistando o título da Liga Nacional 1992-93.
Em 1993 fez parte da seleção principal na conquista da medalha de prata no Campeonato Sul-Americano sediado em Cuzco, no Peru, sendo eleita Melhor Defensora.Disputou a primeira edição do Grand Prix de Voleibol em 1993 e foi semifinalista, alcançando o quarto lugar.
Na temporada 1993-94 defendeu a Nossa Caixa/Recra conquistou o título da Liga Nacional correspondente e foi eleita a Melhor Bloqueadora da edição.
Em 1994 voltou atuar pela seleção e  alcançou os títulos do Torneio Internacional de Bremen (Beck´s Cup), do Torneio Internacional de Brno, na República Tcheca,  da BCV Cup em  Montreux, na Suíça,  competição que mais tarde chamaria Montreux Volley Masters. No mesmo ano representou a seleção na segunda edição do Grand  Prix, cuja fase final ocorreu em Xangai, na China, e conquistou o primeiro título do Brasil nesta competição, surpreendo as favoritas cubanas.
Ainda em 1994 foi capitã da Seleção Brasileira de Voleibol Feminino que conquistou a inédita medalha de prata no Campeonato Mundial de 1994. Com os quatro semifinalistas deste referido Mundial, foi realizado o World Top Four (Super Four) realizado em Osaka,no Japão, no qual encerrou com vice-campeonato.
Foi contratada pelo BCN/Guarujá para a temporada 1994-95 e foi campeã do Campeonato Paulista de 1994, além dos títulos da Copa Brasil de Clubes e da Copa Sul de Clubes.
E pela equipe do BCN/Guarujá disputou o Campeonato Mundial de Clubes de 1994, realizado em São Paulo, edição na qual conquistou a medalha de bronze. E disputou a primeira edição da Superliga Brasileira A 1994-95, alcançando o vice-campeonato e eleita a Melhor Bloqueadora da edição.
Representou a Seleção Brasileira na décima segunda edição da Montreux BCV Volley Cup de 1995 conquistando o bicampeonato consecutivo. Também disputou pela seleção a terceira edição do Grand Prix de 1995, finalizou com o vice-campeonato  na fase final em Xangai.
Ainda em 1995 disputou o Campeonato Sul-Americano realizado na cidade brasileira de Porto Alegre, conquistando a medalha de ouro e a qualificação para Copa do Mundo; e na referida sexta edição da Copa do Mundo no Japão  conquistou a medalha de prata e a qualificação para os Jogos Olímpicos do ano seguinte.
Foi mantida para temporada 1995-96 na equipe do BCN/Guarujá, então disputou a Superliga Brasileira A 1995-96 e encerrando  com vice-campeonato, novamente sendo eleita a Melhor Bloqueadora da competição.
Em 1996 é novamente convocada para Seleção Brasileira, conquistou o vice-campeonato na décima terceira  edição da BCV Cup; e neste ano disputou sua segunda edição dos Jogos Olímpicos de Verão, sediada na cidade Atlanta, nos Estados Unidos, conquista história da primeira medalha olímpica do voleibol feminino (indoor). Finalizou a temporada pela Seleção Brasileira conquistando o bicampeonato no Grand Prix de 1996, cuja fase final deu-se em Xangai, foi eleieta a Melhor Bloqueadora e a Melhor  Sacadora.
O clube MRV/Minas a contratada na temporada 1996-97 e disputou  a correspondente Superliga Brasileira A, encerrando na quinta posição.
Em 1997 enfrentava sérios problemas físicos e por isso não foi convocada para disputar a edição da Copa dos Campeões no Japão.Seguiu sua trajetória profissional atuando pelo Mappin/Pinheiros, pelo qual obteve o bronze no Campeonato Paulista de 1997; e em excursão com o clube, válida  como pré-temporada  antes da Superliga Brasileira, em Recife, conquistou o título do torneio Taça Ivan Lima, e disputou a Superliga Brasileira A 1997-98, avançando as semifinais.
Enfrentou alguns problemas de contusão, mesmo assim foi convocada para Seleção Brasileira em 1998 e como se recuperava foi reserva no Grand Prix deste ano, sagrando-se tricampeã nesta competição,  e neste mesmo ano foi convocada para disputar  Campeonato Mundial realizado no Japão, quando finalizou com a quarta colocação.
Novamente é contratada pelo clube MRV/Minas para competir na jornada 1998-99 e disputou a correspondente Superliga Brasileira A encerrando na sexta colocação.
Em 1999 disputou pelo MRV/Minas o Campeonato Sul-Americano de Clubes de 1999 em Cochabamba, na Bolívia, clube foi um dos representantes do Brasil nesta edição, sagrando-se campeã invicta.
Ainda em 1999 voltou a ser convocada para Seleção Brasileira, participou dos jogos treinos contra a Seleção  Alemã, na cidade de Rotemburg, na Alemanha, e nestes jogos atuou como Líbero e pediu dispensa da seleção quando convocada para o grupo que disputaria os Jogos Pan-Americanos de Winninpeg.
Voltou atuar na Europa em 1999, quando foi contratada pelo Phone Limited Modena, foi vice-campeã da Copa A1 Itália 1999-00. Registrou 240 pontos na Liga A1 Italiana 1999-00, foi a terceira Melhor Central em eficiência, foi a melhor bloqueadora, 97 pontos de bloqueio.
Renovou com o mesmo clube que utilizou a alcunha Edison Modena na temporada 2000-01, conquistando  nesta temporada o bronze na Copa A1 Itália, disputou por este clube  a Liga dos Campeões da Europa de 2000-01, disputado em Nižnij Tagil, na Rússia,  conquistando a medalha de ouro. Sagrou-se vice-campeã da Supercopa Italiana 2000-01 e foi semifinalista da Liga A Italiana 2000-01, encerrando na quarta posição.
Na temporada 2001-02 foi contratada pelo clube italiano: Método Minetti Vicenza, disputou mais uma Copa A1 Itália nesta temporada, e conquistou o título da Supercopa Italiana nesta temporada, e na fase regular da Liga A1 Italiana encerrou em sétimo, mas na fase final foi semifinalista. Por este clube disputou a Challenge Cup 2001-02, na ocasião ainda chamava-se Copa CEV e alcançou o quarto lugar.
Em 2002 decidiu encerrar a carreira como atleta e continuou ligada ao voleibol, investindo na carreira de novos talentos, fundou a Agência Ana Flávia Voleibol, credenciada junto a CBV que já agenciou valores do voleibol, como por exemplo: Fabiana Claudino, Carol Gattaz, Sassá, Joycinha, Ana Tiemi, Fernanda Garay.

## Clubes
| Clube                      | País   | De   | Até  |
| -------------------------- | ------ | ---- | ---- |
| Minas Tênis Clube          | Brasil | 1985 | 1986 |
| C.R. Vasco da Gama         | Brasil | 1986 | 1988 |
| Rodrimar/Ovomaltine/Santos | Brasil | 1988 | 1990 |
| Conad Fano                 | Itália | 1990 | 1991 |
| Sadia Esporte Clube        | Brasil | 1990 | 1991 |
| L'Acqua di Fiori/Minas     | Brasil | 1991 | 1993 |
| Nossa Caixa/Recra          | Brasil | 1993 | 1994 |
| BCN/Guarujá                | Brasil | 1994 | 1996 |
| MRV-Suggar/Minas           | Brasil | 1996 | 1997 |
| Mappin/Pinheiros           | Brasil | 1997 | 1998 |
| MRV/Minas                  | Brasil | 1998 | 1999 |
| Phone Limited Modena       | Itália | 1999 | 2001 |
| Metodo Minetti Vicenza     | Itália | 2001 | 2002 |

## Títulos e resultados
- Jogos Olímpicos de Verão:1992[23]
- Campeonato Mundial:1998[66]
- Grand Prix de Voleibol:1993[29]
- Beck´s Cup:1994[2]
- Torneio Internacional  de Brno:1994[2]
- Challenge Cup:2001-02[95]
- Liga A1 Italiana:1999-00[2]
- Liga A1 Italiana:2000-01[87]
- Supercopa Italiana de:2001-02[91]
- Supercopa Italiana de:2000-01[86]
- Superliga Brasileira A:1994-95,[16][26]1995-96[16][26]
- Superliga Brasileira A:1997-98[63]
- Liga Nacional:1992-93,[26] 1993-94[26]
- Liga Nacional:1991-92[16]
- Copa A1 Itália:1999-00[79]
- Copa A1 Itália:2000-01[83]
- Copa Sul: 1994[38]
- Copa Brasil: 1994[38]
- Campeonato Paulista:1994[37]
- Campeonato Paulista:1989[15]
- Campeonato Paulista:1997[59]
- Taça Rio:1987[10]
- Taça Ivan Lima:1997[60]

## Premiações individuais
- Melhor Sacadora do Grand Prix  de 1996[2]
- MVP  do Campeonato Mundial de Clubes  de 1992[2]
- Melhor Defensora do Campeonato Sul-Americano de 1993[2]
- Melhor Bloqueadora da Liga A1 italiana de 1999-00[2]
- Melhor Bloqueadora da Superliga Brasileira A de 1995-96[2]
- Melhor Bloqueadora da Superliga Brasileira A de 1994-95[2]
- Melhor Bloqueadora da Liga Nacional de 1993-94[2]
- Título de Benemérita Atleta  (1990) [2]